# Porella denticulata
Porella denticulata là một loài rêu tản trong họ Porellaceae. Loài này được (Kashyap & R.S. Chopra) J.X. Luo miêu tả khoa học lần đầu tiên năm 1985.